# Bexhill
Bexhill (offiziell Bexhill-on-Sea) ist eine Stadt und Seebad in der Grafschaft East Sussex im Süden Englands mit etwa 43.000 Einwohnern (2015). Bexhill ist Verwaltungssitz des Distrikts Rother.

## Geschichte

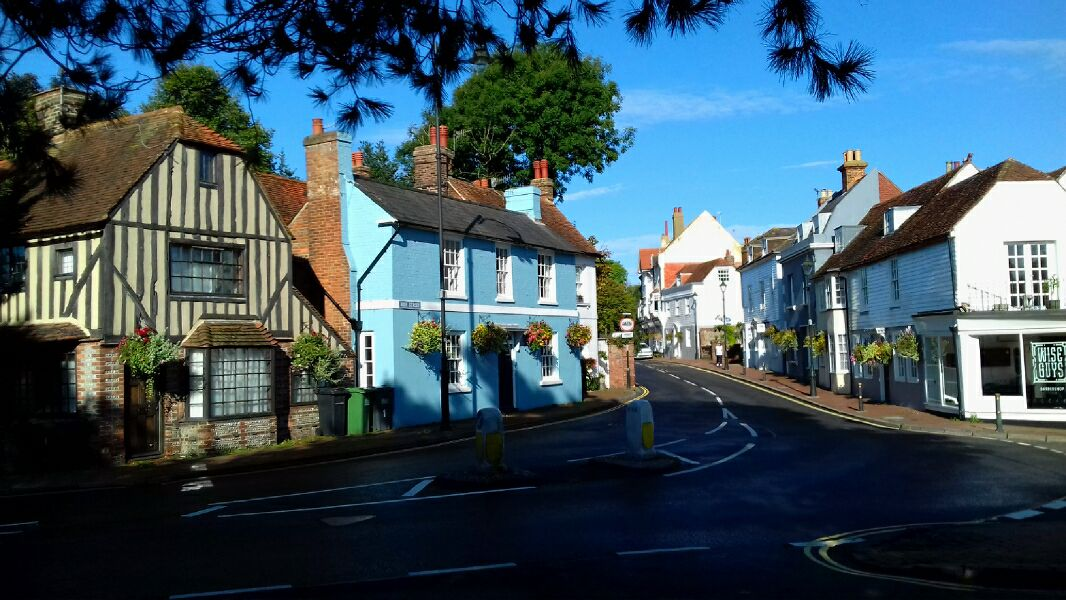
Altstadt von Bexhill

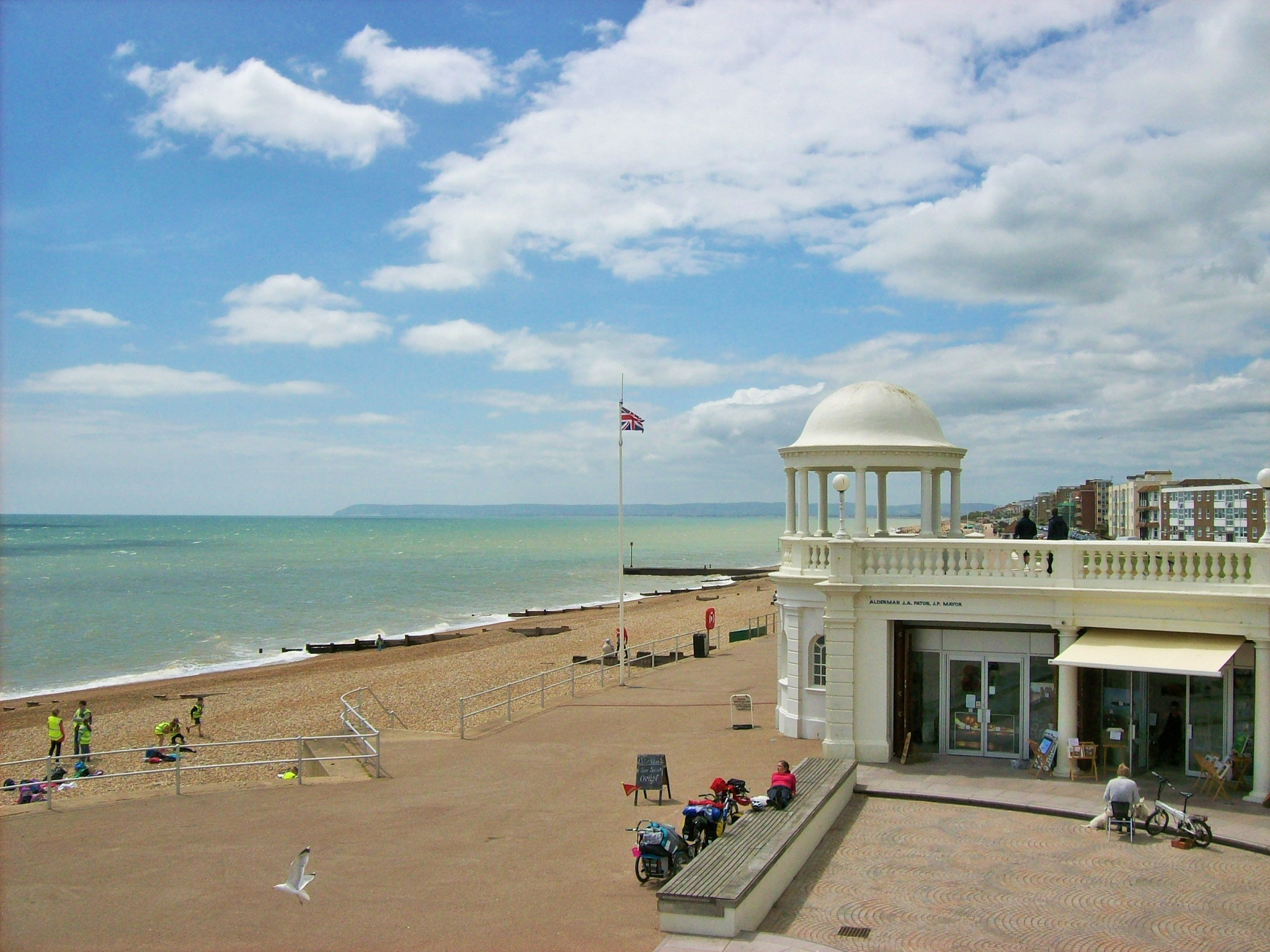
Strandpromenade

Der Ortsname Bexhill leitet sich vom angelsächsischen Bexelei ab, der Lichtung (Leah), auf der Buchsbaum (box) wächst.
Die frühsten Spuren einer Besiedlung bilden primitive Boote, die im Eagerton Park entdeckt wurden. Offiziell erwähnt wurde Bexhill erstmals in einer Urkunde von 772, in der König Offa von Mercien Land an Bischof Oswald zur Errichtung einer Kirche gab.
Dreihundert Jahre später, etwa um 1066, gab Wilhelm der Eroberer die Gegend inklusive des Ortes Bexhill als Kriegsbeute an Robert, den Grafen von Eu.
Während der Napoleonischen Kriege war das Dorf Bexhill von 1803 bis 1816 Garnison eines großen Teils der King’s German Legion (Königlich Deutsche Legion). Durch Personalunion war König Georg III. zugleich Staatsoberhaupt des Vereinigten Königreichs von Großbritannien und Irland und Kurfürst von Hannover. Nach ihrer Kapitulation in der Konvention von Artlenburg (5. Juli 1803) gingen große Teile der Hannoverschen Armee daher zu ihrem Landesherrn nach England. Von dort aus kämpften sie bis zur Schlacht bei Waterloo (1815) gegen Napoleon.

## Kultur und Sehenswürdigkeiten

### De-La-Warr Pavilion
Das Kunst- und Kulturzentrum, der De La Warr Pavilion, ist wohl das berühmteste Gebäude in Bexhill. Seit 2005 ist die architektonische Sehenswürdigkeit direkt an der Promenade, als Zentrum für zeitgenössische Kunst neu eröffnet worden. Regelmäßig finden dort Ausstellungen und Bühnenauftritte sowie Events und andere kulturelle Veranstaltungen statt.

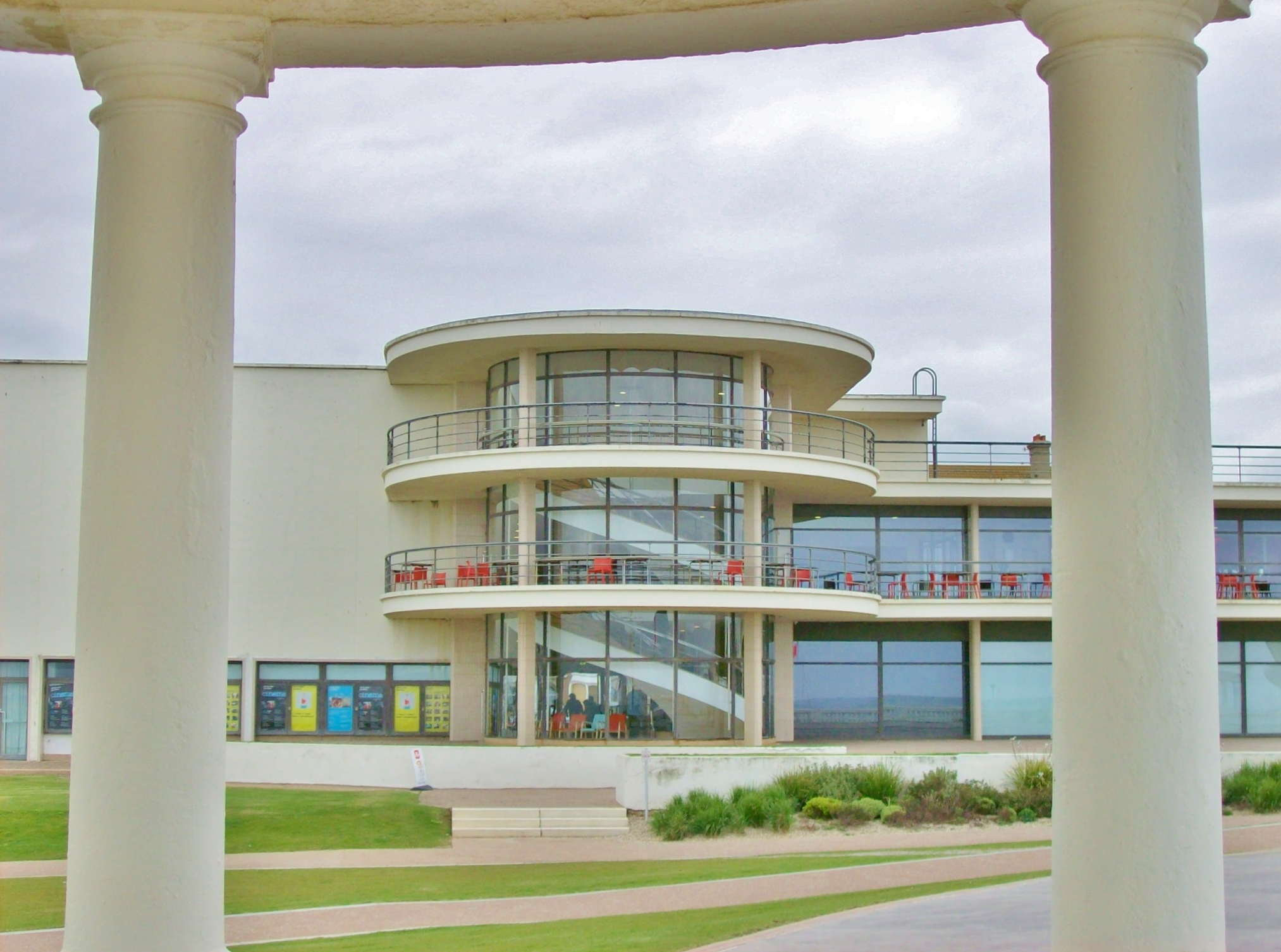
De La Warr Pavilion von der Promenade gesehen

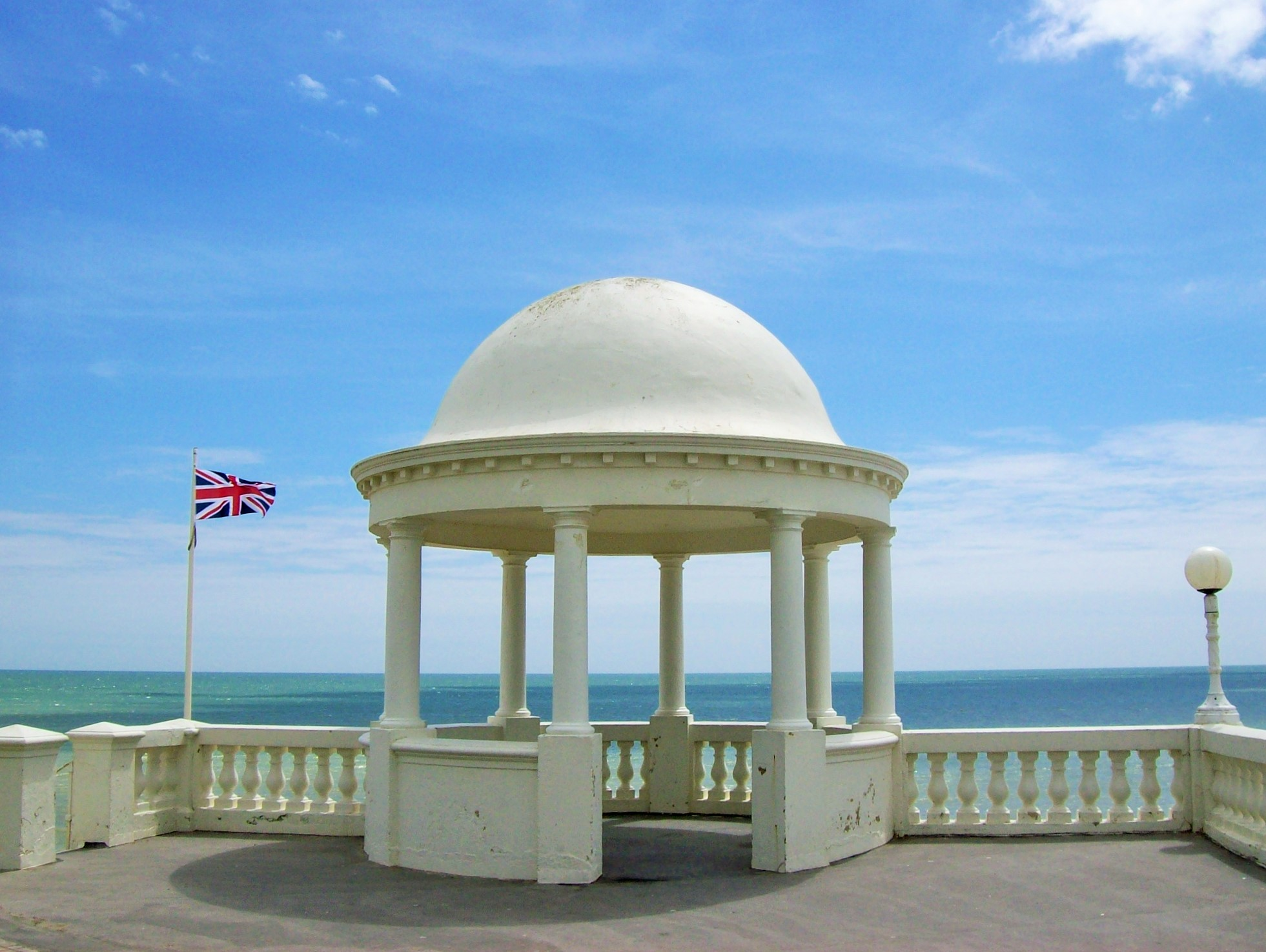
Eine der beiden Kolonnaden

### Bexhill Museum
Wer etwas über die Geschichte von Bexhill erfahren möchte, findet umfangreiche Informationen in dem 2009 neu eröffneten Bexhill Museum. Hier laufen drei verschiedene Ausstellungen: In der „Technology Collection“ wird die Geschichte des britischen Motorsports behandelt. In der Ausstellung „Costume Collection“ geht man auf eine Zeitreise der Mode. In der „Sargent Collection“ werden Fundstücke und Kuriositäten aus der Geschichte von Bexhill-on-Sea ausgestellt.

## Bexhill als Seebad
Reginald Sackville, der siebte Earl De La Warr (1817–1896), beschloss, das kleine, auf einem Hügel gelegene, rund um die Kirche errichtete Dorf Bexhill in ein exklusives Seebad umzuwandeln, das er Bexhill-on-Sea nannte. Er baute südlich des Ortes eine Seemauer mit einer Straße darauf, die er De La Warr Parade nannte. Große Häuser wurden von hier aus ins Innere des Landes gebaut, und die Stadt wuchs. 1890 wurde das luxuriöse Sackville Hotel gebaut.
Bexhill war der Ort, an dem 1902 das erste Autorennen in Großbritannien stattfand. 1935 wurde der von Herbrand Sackville, 9th Earl De La Warr erdachte De La Warr Pavilion eröffnet, das erste britische öffentliche Gebäude in moderner Architektur. In Bexhill befanden sich zahlreiche Internatsschulen, darunter in den 1930er Jahren auch das Augusta Victoria College, eine finishing school für deutsche Mädchen, das unter anderem von Bettina von Ribbentrop, Herzeleide Prinzessin von Preußen (1918–1989) und Reinhild Gräfin von Hardenberg besucht wurde. Der Film Six Minutes to Midnight (2021) dramatisiert dessen Geschichte.
Wie so viele andere englische Seebäder ist die Stadt heute eine sehr ruhige Gemeinde. Die meisten Einwohner sind etwas älter. In Bexhill leben durchschnittlich mehr Senioren als anderswo in Großbritannien. 
In Bexhill werden von einigen deutschen Organisationen Sprachreisen für Jugendliche organisiert. Die Jugendlichen sind meist in Familien untergebracht. Durch die überschaubaren Strukturen des Ortes und die unkomplizierten Verkehrsanbindungen in die Seebäder Eastbourne und Brighton, wie auch in die Metropole London, ist Bexhill-on-Sea ein beliebter Zielort für Sprachschüler.

## Persönlichkeiten der Stadt
- Angus Wilson (1913–1991), Schriftsteller, geboren in Bexhill.
- Der Politiker Christopher Beazley (* 1952) ist aus Bexhill.
- Der Schauspieler und Autor Hugh Williams (1904–1969) wurde in Bexhill geboren.
- Der Komödiant Eddie Izzard (* 1962) hat einen Teil seiner Kindheit in Bexhill-on-Sea verbracht.
- Der Dramaturg David Hare (* 1947) ist aus Bexhill.
- Desmond Llewelyn (1914–1999), der Schauspieler von Q in den James-Bond-Filmen, lebte hier bis zu seinem Tod 1999.
- Spike Milligan (1918–2002) lebte eine Weile in der Stadt.
- Nathan Whitington lebte hier ebenfalls für eine Weile.
- Der Schlagzeuger Trevor Richards (* 1945) stammt aus dieser Stadt.

## Dies und Das
- Der zweite Mord in Agatha Christies ABC Murders wurde in Bexhill-on-Sea begangen.
- Bexhill-on-Sea ist Schauplatz eines Großteils der Handlung des britisch-US-amerikanischen Science-Fiction-Thrillers Children of Men (2006) von Alfonso Cuarón.
- Das Stadtzentrum von Bexhill liegt direkt am Meer.
- Das Kulturzentrum (De La Warr Pavilion) direkt an der Strandpromenade ist komplett renoviert worden und bietet neben wechselnden Ausstellungen Kino-, Theater- und manchmal Musical-Aufführungen.[5]
- Das Musikvideo zu Sovereign Light Café von der englischen Band Keane wurde in Bexhill-on-Sea gedreht.